# Меллінггаузен
Меллінггаузен (нім. Mellinghausen) — громада в Німеччині, розташована в землі Нижня Саксонія. Входить до складу району Діпгольц. Складова частина об'єднання громад Зіденбург.
Площа — 24,41 км2. Населення становить 1036 ос. (станом на 31 грудня 2021).

## Галерея

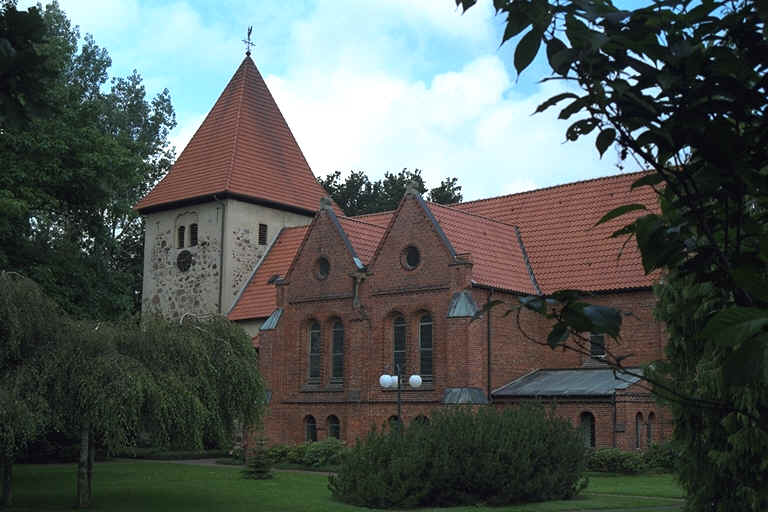